# Stenobrachius
Stenobrachius es un género de peces linterna de la familia Myctophidae, del orden Myctophiformes. Este género marino fue descrito por primera vez en 1890 por Carl H. Eigenmann y Rosa Smith Eigenmann.

## Especies
Especies reconocidas del género:
- Stenobrachius leucopsarus (C. H. Eigenmann & R. S. Eigenmann, 1890)
- Stenobrachius nannochir (C. H. Gilbert, 1890)